# Listă de plante medicinale - G

A - Ă - Â - B - C - D - E - F - G - H - I - Î - J - K - L - M - N - O - P - Q - R - S - Ș - T - Ț - U - V - X - Y - Z
| Plantă    | Denumire latină        | Proprietăți vindecătoare |
| --------- | ---------------------- | ------------------------ |
| Gălbenele | Calendula officinalis! |                          |
| Ghimpe    | Ruscus aculeatus       |                          |
| Ghințură  | Gentiana               |                          |